# Stellaria radians
Stellaria radians är en nejlikväxtart som beskrevs av Carl von Linné. Stellaria radians ingår i släktet stjärnblommor, och familjen nejlikväxter. Inga underarter finns listade i Catalogue of Life.